# Alin Badea
Pour les articles homonymes, voir Badea.
Alin Badea (né le 1er juin 1988 à Slobozia) est un escrimeur roumain pratiquant le sabre.

## Biographie

### Jeunesse
Florentin Alin Badea naît le 1er juin 1988 à Slobozia, en Roumanie, dans une famille modeste. Il débute l'escrime à dix ans au Clubul Sportiv Scolar (CSS) Slobozia après que Marin Mihaita ait présenté la discipline dans son école. Il deviendra ensuite son coach.
Ses premières médailles nationales datent de 2001, date où il s'est réellement persuadé qu'il voulait faire de l'escrime son futur métier. Il est cependant assez complexe pour Badea de participer à des compétitions à l'étranger à cause de leur coût. Sa grand-mère, chez qui il vit car sa mère est partie à l'étranger, va jusqu'à emprunter de l'argent pour lui permettre de participer à la Koracell-Cup à Gödöllö, en Hongrie. Il parvient à ramener la médaille d'or.
Il est licencié au CSA Steaua Bucarest depuis 2008.

### Carrière
2013 est une année charnière pour la carrière du sabreur. Il rejoint l'équipe nationale de Roumanie après les Jeux olympiques d'été de 2012, alors que trois membres viennent de la quitter. En janvier, pour la première fois de sa carrière, il hésite à abandonner l'escrime. Malgré tout, il revient à la charge le mois suivant. Sa première compétition internationale en tant que membre officiel de cette équipe est la Coupe du Monde de Madrid sur la saison 2013-2014. Il obtient la 29e place sur 169 participants en individuel. C'est également l'occasion pour lui de monter sur son premier podium mondial, en équipe.
Un autre podium suit lors de ses premiers championnats du monde, ceux de 2013, durant lesquels il remporte la médaille d'argent par équipes aux côtés de Tiberiu Dolniceanu, Ciprian Gălățanu et Iulian Teodosiu. Après avoir vaincu la Hongrie (45-44) et la Biélorussie (45-44), les Roumains s'inclinent face aux Russes (38-45). Il s'agit d'une médaille particulièrement importante à ses yeux. Malgré une entorse à la cheville, il assure le dernier assaut à la fois en quart de finale contre Áron Szilágyi (5-0) et en demi-finale.
Il remporte la médaille d'argent aux Jeux européens de 2015. Dans les mois qui suivent, l'équipe nationale roumaine se hisse sur la deuxième marche du podium du Trophée Luxardo à Padoue, étape italienne de la coupe du monde 2015-2016. Ils parviennent à s'imposer face à la Russie (45-42) en huitièmes de finale puis l'Allemagne (45-44) en quarts mais finissent par perdre contre la Hongrie (44 - 45).
En 2014, Badea est sacré champion de Roumanie au sabre à la surprise générale. Il s'impose face à   son coéquipier Tiberiu Dolniceanu (15-13), alors champion en titre. Il réitère l'exploit en 2021, cette fois-ci face à Iulian Teodosiu dans une finale au score serré (15-14),.
À côté de l'escrime, il prend des cours de leadership et de communication en entreprise en ligne. Il est marié et a plusieurs enfants.

## Palmarès
- Championnats du monde
  -  Médaille d'argent par équipes aux championnats du monde 2013 à Budapest
  -  Médaille de bronze par équipes aux championnats du monde 2016 à Rio de Janeiro
- Épreuves de coupe du monde
  -  Médaille d'or au tournoi satellite de Copenhague sur la saison 2015-2016
  -  Médaille d'argent par équipes au Trophée Luxardo à Padoue sur la saison 2015-2016
  -  Médaille de bronze au tournoi satellite d'Amsterdam sur la saison 2015-2016
- Championnats d'Europe
  -  Médaille de bronze par équipes aux championnats d'Europe 2016 à Toruń
- Jeux européens
  -  Médaille d'argent par équipes aux Jeux européens de 2015 à Bakou
- Championnats de Roumanie (à Bucarest)
  -  Médaille d'or en individuel aux championnats de Roumanie 2014
  -  Médaille d'or par équipes aux championnats de Roumanie 2017
  -  Médaille d'or en individuel aux championnats de Roumanie 2021
  -  Médaille d'argent en individuel aux championnats de Roumanie 2013
  -  Médaille d'argent par équipes aux championnats de Roumanie 2013
  -  Médaille d'argent par équipes aux championnats de Roumanie 2014
  -  Médaille d'argent par équipes aux championnats de Roumanie 2015
  -  Médaille d'argent par équipes aux championnats de Roumanie 2016
  -  Médaille d'argent en individuel aux championnats de Roumanie 2018
  -  Médaille d'argent par équipes aux championnats de Roumanie 2019
  -  Médaille de bronze en individuel aux championnats de Roumanie 2016
  -  Médaille de bronze par équipes aux championnats de Roumanie 2018
  -  Médaille de bronze en individuel aux championnats de Roumanie 2019

## Classement en fin de saison
| Année | 2009 | 2011 | 2012 | 2013 | 2014 | 2015 | 2016 | 2017 | 2018 | 2019 | 2020 | 2021 |
| ----- | ---- | ---- | ---- | ---- | ---- | ---- | ---- | ---- | ---- | ---- | ---- | ---- |
| Rang  | 272  | 289  | 187  | 30   | 28   | 33   | 53   | 47   | 38   | 73   | 77   | 91   |